# Chandos
Chandos Records – założona w 1979 roku wytwórnia płytowa będąca pionierem w wydawaniu serii muzycznych i ciesząca się opinią niezależnego wydawcy. Katalog wydawnictwa obejmuje ponad 3000 pozycji. 
Wśród współpracujących z nią wykonawców są: Neeme Järvi, Charles Mackerras, Walerij Poljański, Giennadij Rożdiestwienski, The BBC Philharmonic, The BBC National Orchestra of Wales, City of London Sinfonia oraz BBC Symphony Orchestra. 
Firma ta uzyskała wiele nagród, a w tym kilka wyróżnień miesięcznika „Gramophone”: między innymi nagrodę Record of the Year w 2001 roku za nagranie Richarda Hickoxa oryginalnej wersji A London Symphony Vaughana Williamsa, w 2003 roku nagrodę za najlepsze nagranie chóralne nieznanej wcześniej mszy Hummla oraz w 2004 roku za najlepsze nagranie orkiestrowe symfonii Baxa, a także amerykańską Nagrodę Grammy za Petera Grimesa Brittena. W 2022 Chandos zdobył ponownie tytuł „marki roku” magazynu Gramophone. 
Założycielem i wieloletnim prezesem Chandosa był Brian Couzens, a następnie jego syn Ralph Couzens. W 2024 marka Chandos została sprzedawana firmie Naxos.